# Soumont-Saint-Quentin
För andra betydelser, se Saint-Quentin (olika betydelser).
Soumont-Saint-Quentin är en kommun i departementet Calvados i regionen Normandie i norra Frankrike. Kommunen ligger i kantonen Falaise-Nord som ligger i arrondissementet Caen. År 2022 hade Soumont-Saint-Quentin 635 invånare.

## Befolkningsutveckling
Antalet invånare i kommunen Soumont-Saint-Quentin
Referens:INSEE

## Galleri

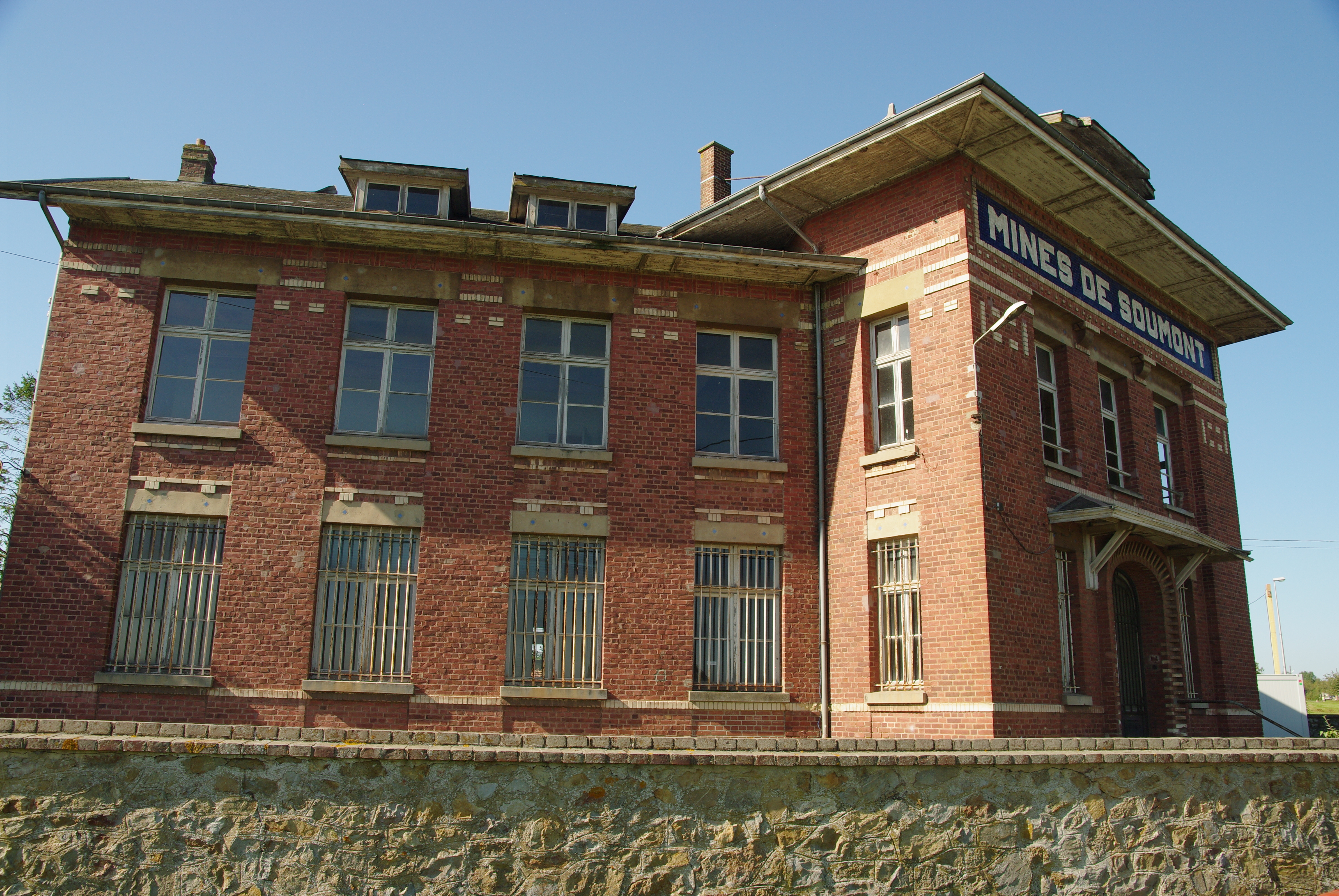
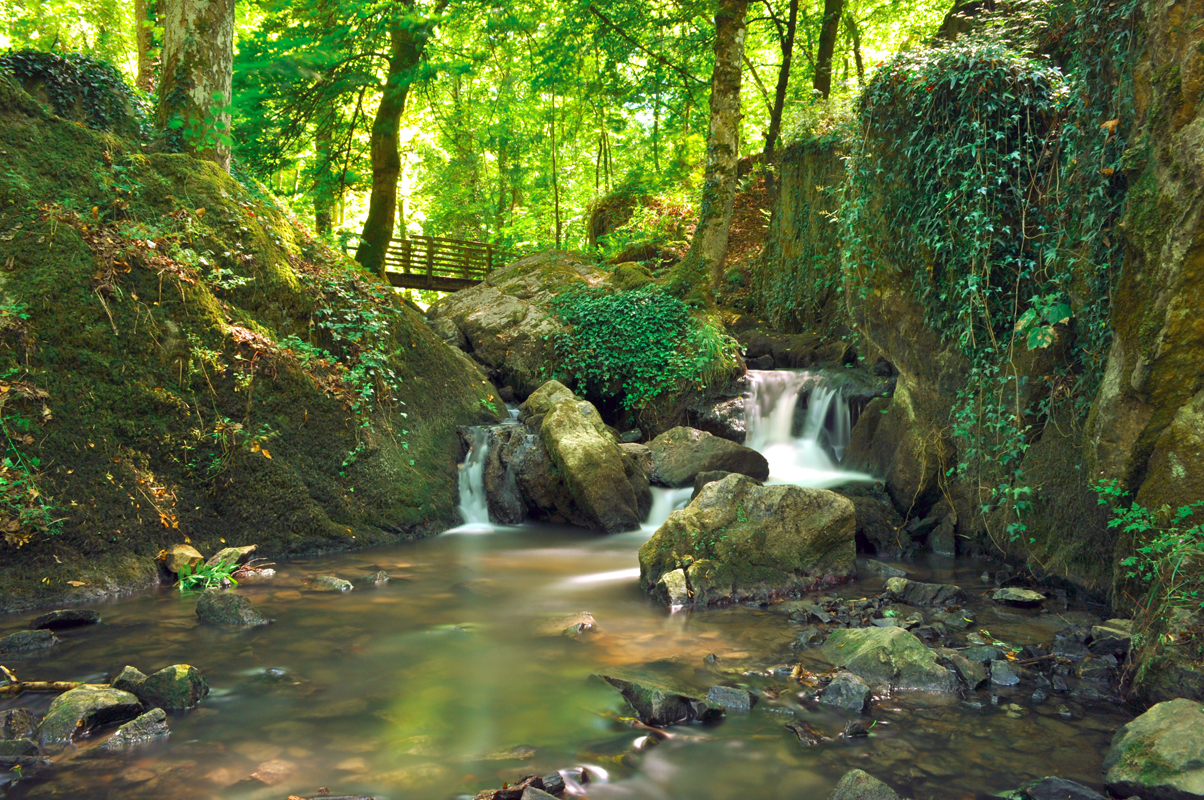
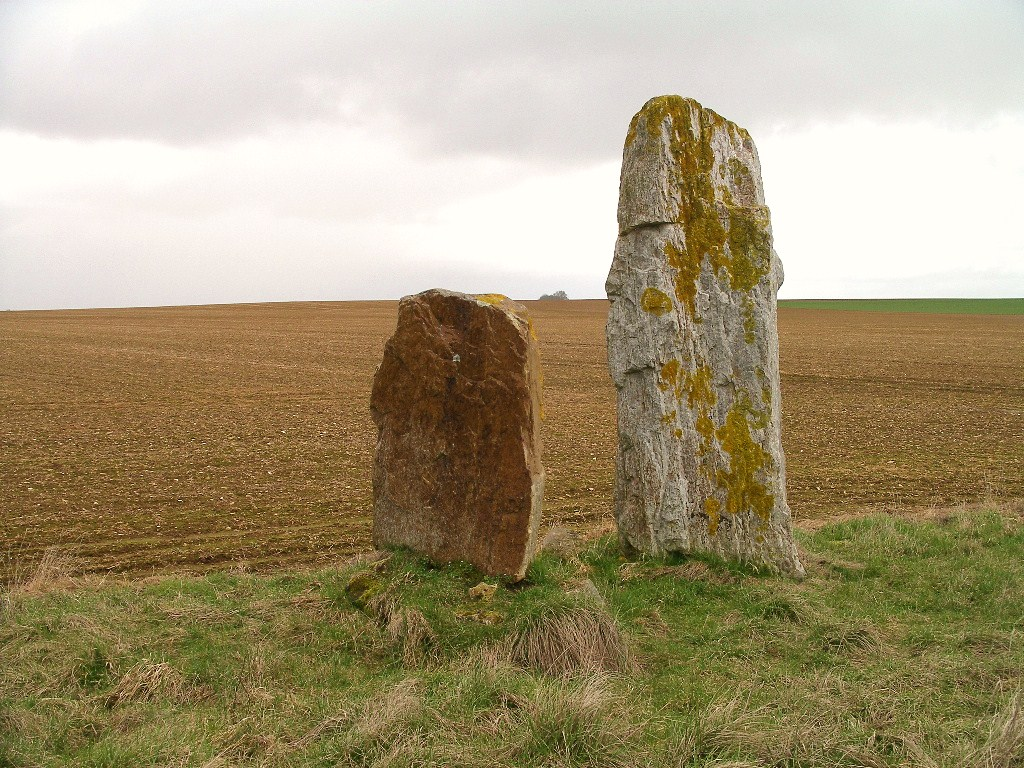
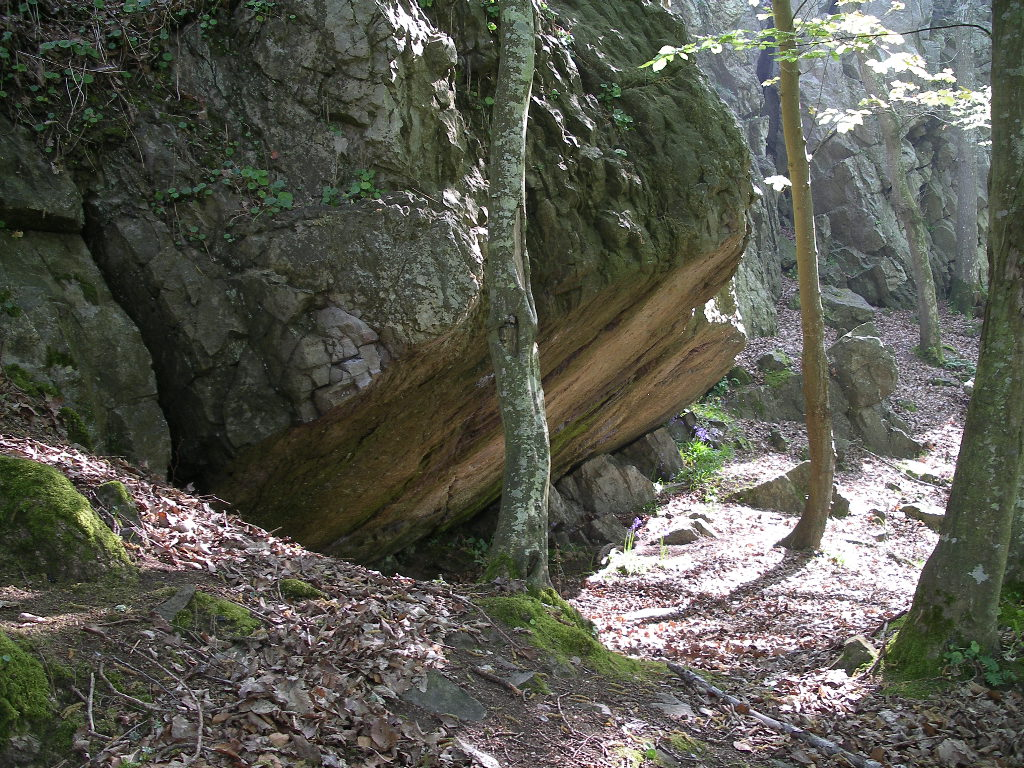
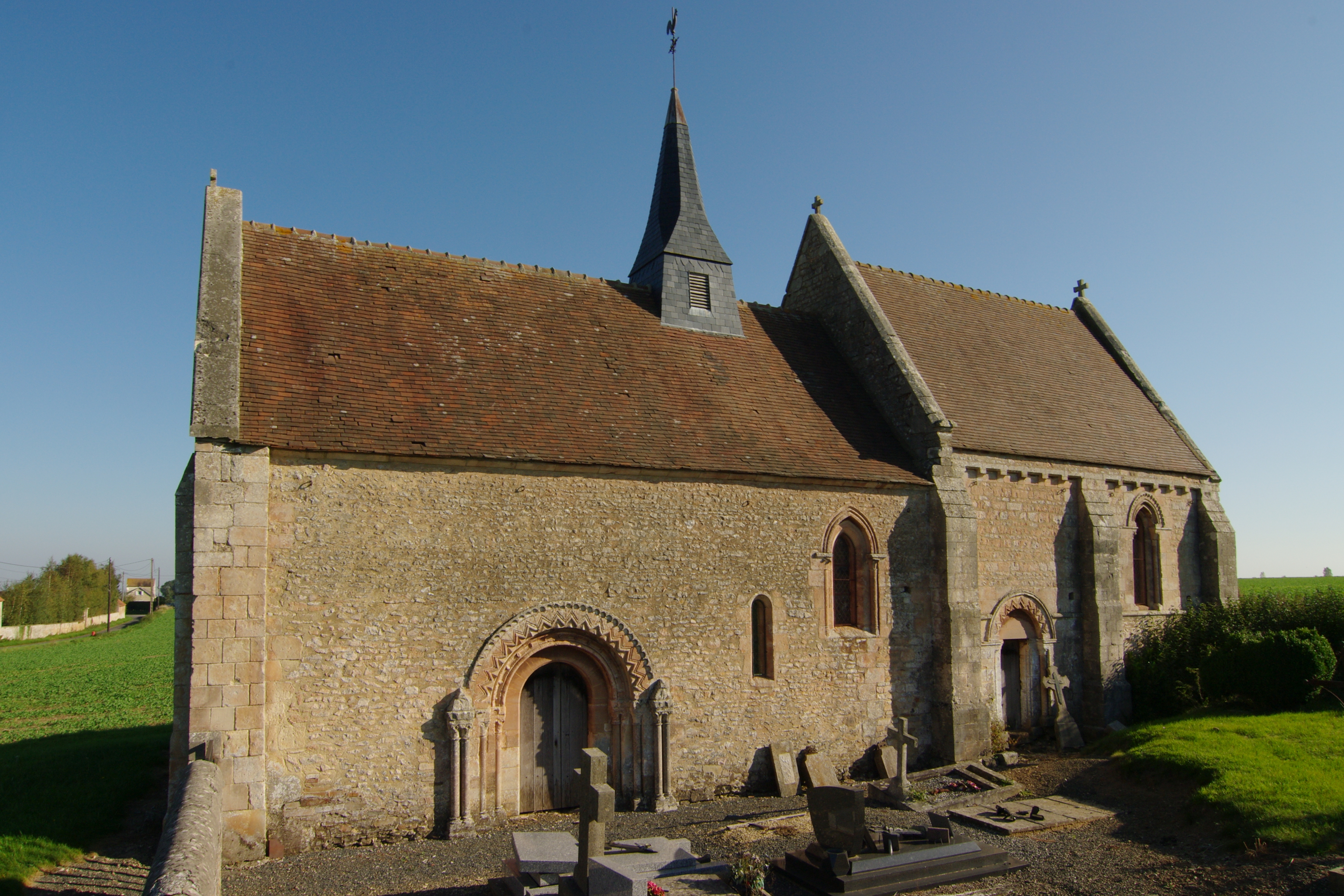
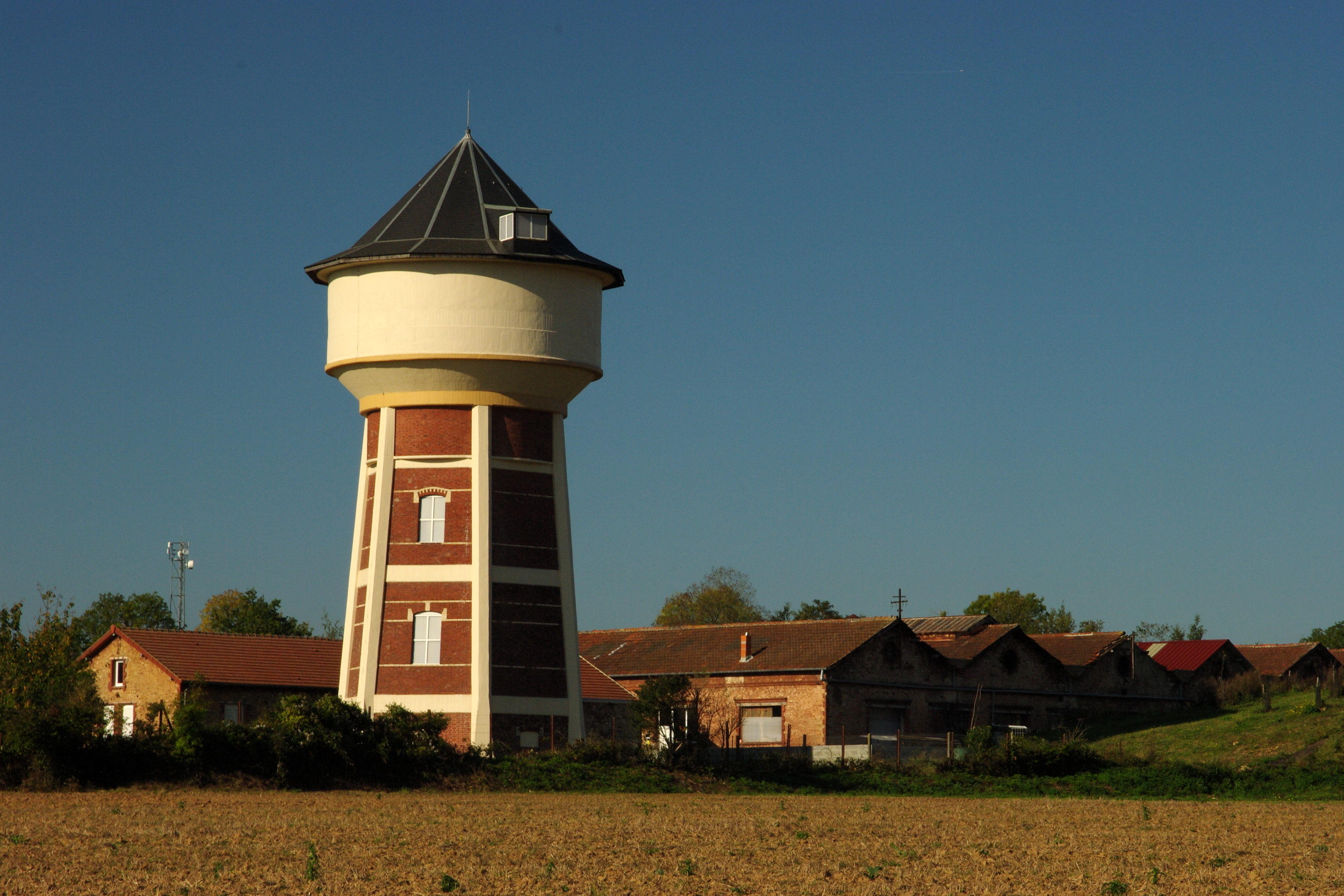
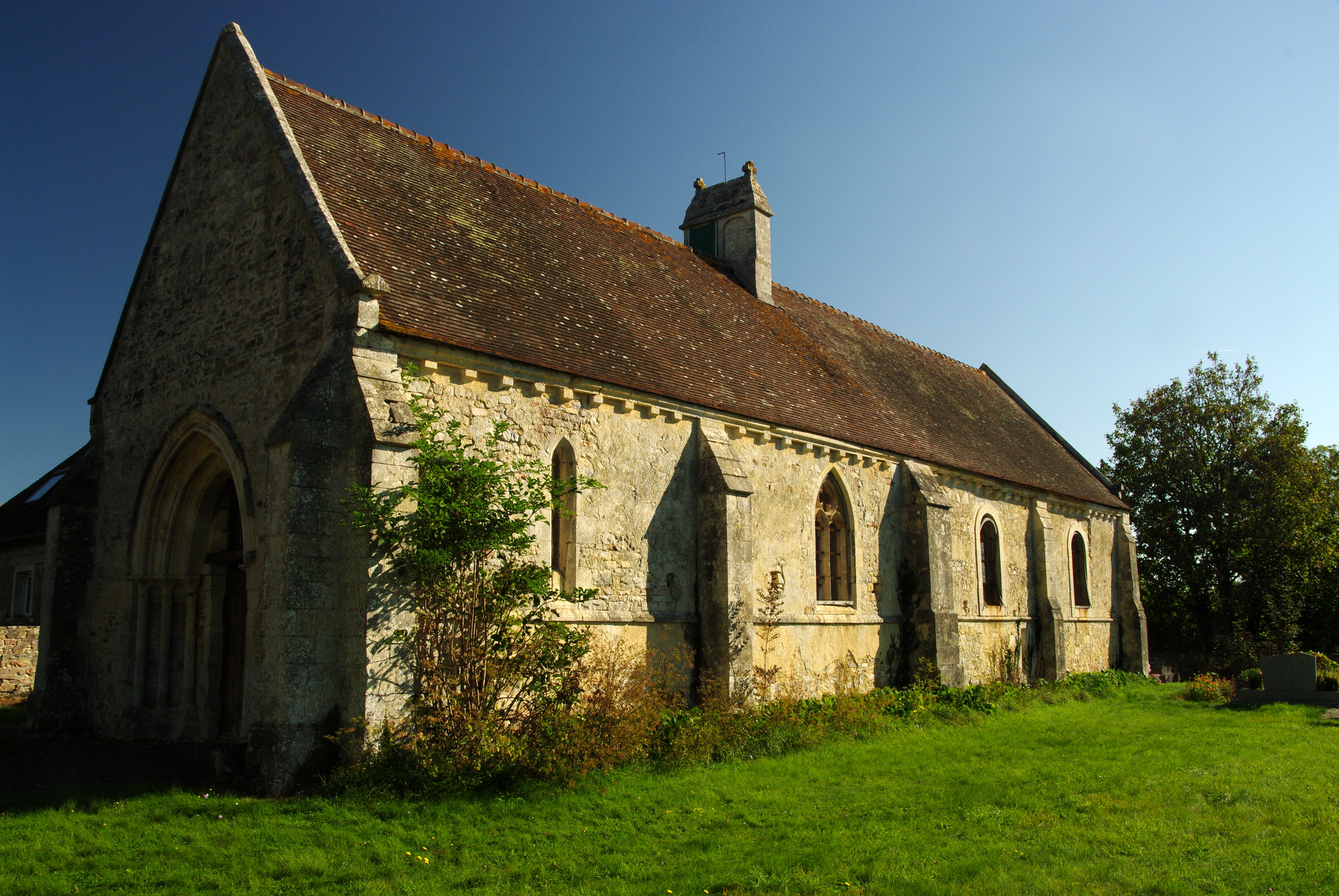
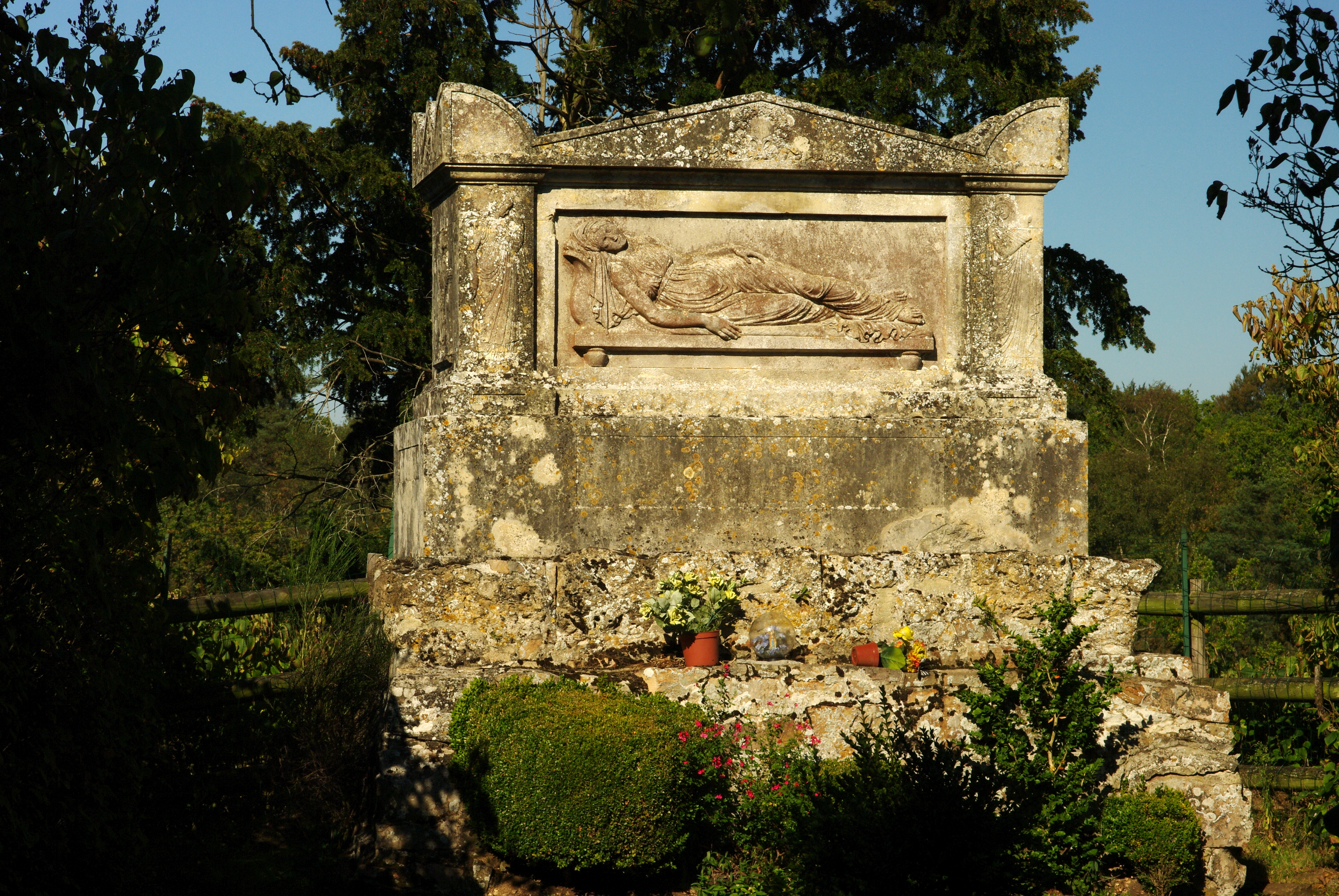